# Olm, Luxemburg
Olm är en ort i Luxemburg.   Den ligger i kantonen Canton de Luxembourg och distriktet Luxemburg, i den centrala delen av landet, 11 km nordväst om huvudstaden Luxemburg. Olm ligger 312 meter över havet och antalet invånare är 1 459.
Terrängen runt Olm är platt.  Runt Olm är det tätbefolkat, med 550 invånare per kvadratkilometer.. Närmaste större samhälle är Luxemburg, 10,6 km sydost om Olm. 
Trakten runt Olm består till största delen av jordbruksmark.